# Piz la Tschera
Piz la Tschera är en bergstopp i Schweiz.   Den ligger i regionen Viamala och kantonen Graubünden, i den östra delen av landet, 160 km öster om huvudstaden Bern. Toppen på Piz la Tschera är 2 627 meter över havet, eller 50 meter över den omgivande terrängen. Bredden vid basen är 0,21 km.
Terrängen runt Piz la Tschera är huvudsakligen bergig, men åt sydost är den kuperad. Närmaste större samhälle är Thusis, 12,1 km norr om Piz la Tschera. 
Trakten runt Piz la Tschera består i huvudsak av gräsmarker. Runt Piz la Tschera är det glesbefolkat, med 11 invånare per kvadratkilometer.